# Geno Petriashvili
Geno Petriashvili (n. 1 aprilie 1994, Gori, Kartli Interior⁠(d), Georgia) este un luptător ce a reprezentat Georgia, medaliat olimpic. A participat la 2 ediții ale Jocurilor Olimpice (2016, 2020) în care a câștigat o medalie de bronz.